# 宮古島旧記
宮古島旧記（みやこじまきゅうき）とは沖縄県宮古島の写本類の総称。宮古島旧記類（みやこじまきゅうきるい）、宮古島旧史（みやこじまきゅうし）などとも呼ばれる。

## 内容
「御嶽由来記」（宮古島由来記とも、1705年～1707年）、「雍正旧記」（1727年）、「宮古島記事仕次」（1748年）、「宮古島記事」（乾隆旧記とも、1752年）「宮古島在番記」（1780年以降）からなる。これらは元々琉球王国の役人が作成した、宮古島に関する報告書を写したものである。宮古島の地理や風俗風習、税収や統治に関する事柄の他、御嶽について記した「御嶽由来記」収録の創世神話などを中心に宮古島の神話や民話が多数収録されている。

### 御嶽由来記
御嶽由来記（うたきゆらいき）は、初めて報告された旧記である。内容は次のごとくなる。 末尾から、1705（康煕44）年、1706（45）年、1707（46）年の三回にわたって報告されていることが知られる。
1. 龍宝山祥雲寺縁起
2. 漲水御嶽弁財天女、由来
3. 廣瀬御嶽　祭神と由来
4. 大城御嶽　祭神と由来
5. 中間御嶽　祭神と由来
6. 新城御嶽　祭神と由来
7. 池間御嶽　祭神と由来
8. 野猿間御嶽　祭神と由来
9. 大御神御嶽　祭神と由来
10. 船立御嶽　祭神と由来
11. 離御嶽　祭神と由来
12. 山立御嶽　祭神と由来
13. 池の御嶽　祭神と由来
14. 高津間御嶽　祭神と由来
15. 嶺間御嶽　祭神と由来
16. 浦底御嶽　祭神と由来
17. 赤崎御嶽　祭神と由来
18. 西新崎御嶽　祭神と由来
19. 大泊御嶽　祭神と由来
20. 川峯御嶽　祭神と由来
21. 真玉御嶽　祭神と由来
22. 石城御嶽　祭神と由来
23. 喜佐真御嶽　祭神と由来
24. 乗顧御嶽　祭神と由来
25. 比屋地御嶽　祭神と由来
26. 島中祭祀の事
27. 宮古島御蔵元創建之事
28. 同島頭役立始之事
29. 仲宗根豊見親忠節勲功之事
30. 大安母ミやたいりの事

### 雍正旧記
雍正旧記（ようぜいきゅうき）は、当時の30か村あまりについて村ごとに、番所の位置、井川とその掘年数、城跡と歴史、御嶽・祭祀を記す。写本には在仲宗根家本と多良間本があるが、多良間本は虫損が甚だしく後記を欠く。
9つの史詩が記載されている。
1. 兼久按司鬱憤のあやぐ
2. 西銘城落城の詞
3. 唐人渡来のあやぐ
4. 西村のとさの妻のあやぐ
5. 弘治年間仲宗根豊見親島の主成候付時あやご
6. 同人定納相調初而琉球へ差上候時あやこ
7. 同人八重山入のあやこ
8. 同人八重山入時嫡子仲屋の金森豊見親捕り参り候女のあやこ
9. 加那浜橋積為申由候其時之あやこ

### 宮古島記事
宮古島記事（みやこじまきじ）または乾隆旧記（けんりゅうきゅうき）は与那覇目差の平良仁屋、川満目差の荷川取仁屋、嘉手苅与人、新城与人、松原首里大屋子の五人を取締役として、当時の三人の頭、在番筆者平良筑親雲上、平敷筑親雲上の名による、1752（乾隆17）年までの報告書である。伊良部島・来間島・多良間島をはじめとした政治的な周辺部に関する記事、珍事、良妻、忠僕、孝子などに関する記事が多いことから、編纂を命じた訓令はそれ以前のものと異なると推定される。写本は仲宗根家蔵本が孤本である。

### 宮古島記事仕次
宮古島記事仕次（みやこじまきじしつぎ）は、1748（乾隆戌辰）年成立。ほかの宮古島旧記とは異なり、琉球王国の訓令ではなく、序に「忠導氏のおやけ家の大主」とよばれる友利首里大屋子がまとめた宮古の故事を、在番筆者明友人長良がまとめたものである。文体は軍記調で格調高い。題目はこれを基点として後世の者が書き継ぐことを期待してつけられたとされる。

### 宮古島在番記
宮古島在番記（みやこじまざいばんき）は、白川氏上地与人恵賛が先例として活用するために編纂したとされる旧記で、序文は1780（乾隆45）年序であるが、1894（明治27）年まで書き継がれた。写本は島尻家蔵が孤本であり、蔵元から当時の沖縄県宮古島庁（のちの宮古支庁）に引継がれたが、第二次世界大戦で所在不明となった。蔵元最後の筆者であり、明治30年代に宮古島庁に勤務し、大正期には平良村長を勤めた本村朝亮の写と推定されることのある写本2部（炭酸紙）が伝存する。

## 刊本
明治以降には合本として写本が製作された（田島利郎写本、大浦与人蔵本の筆写）他、慶世村恒任らにより通史として編集されたものもある。
琉球文学大系に収録される。

### 刊本
- 下地馨「宮古島在番記」『宮古の民俗文化』琉球出版会、1975年。
- 平良市史編さん委員会 編「宮古島旧記類」『平良市史』 3巻、資料編1前近代、平良市、1975年。
- 沖縄県沖縄史料編集所 編『沖縄県史料』前近代1、沖縄県教育委員会、1981年。
- 沖縄県『宮古島旧史』1884年。
- 『琉球民俗関係資料』4号〈琉球文学大系〉、2023年。ISBN 978-4-8433-6273-0。